# Missa Scala Aretina
La Missa Scala aretina (1702) és una composició de Francesc Valls, considerada una de les obres culminants de la música catalana barroca. Rep el seu nom perquè l'autor utilitzà l'escala de 6 notes de Guido d'Arezzo, també coneguda com a Escala Aretina.

## La composició
La Missa és una peça barroca típica, amb reminiscències de la Missa Salisburgensis de Biber, però també amb referències a la música barroca italiana. El Kyrie és sumptuós, però diatònic, amb molt de pes de la trompeta. Com en la Missa de Biber, el Credo és força acolorit, amb el descendit fent una escala descendent i el coelis ascendent. L'obra té partitura per a tres cors, SAT (solistes), SSAT (solistes) i un tercer cor SATB, i instruments: 2 oboès doblant 2 violins, 2 trompetes i violó. El cor I té baix continu d'arpa, i els cors II i III orgues separats, cada un dels quals doblant un violó o un fagot.
Les partitures originals de la Missa estan força gastades, cosa que suggereix que la composició va ser interpretada moltes vegades.
L'obra ha estat editada diverses vegades en disc. Les partitures tenen una edició de José López-Calo del 1978 (vegeu la Bibliografia). La primera interpretació moderna a Barcelona la va fer un cor anglès, el London Oratory Choir, al Festival Internacional de Música del 1978.

## La polèmica
La Scala esdevingué famosa per la polèmica (entre 1716 i 1720) que causà una innovació formal que Francesc Valls havia fet en una única nota. L'autor utilitzà una dissonància de segona menor sense preparació sobre el mot "miserere" en el Glòria (compàs 120 del Qui tollis en l'edició de López-Calo), i això era inadmissible en l'harmonia hispànica de l'època. La polèmica es despertà quan Gregorio Portero, mestre de capella de la catedral de Granada, va descobrir en unes oposicions a organista l'infringiment de les regles de l'harmonia que Valls havia comès, i encetà un procés dialèctic que acabaria involucrant 57 mestres de capella i organistes de la península Ibèrica, que polemitzaren sobre les regles de la composició musical, i en el valor de complaure l'oïda com un principi estètic oposat a la llibertat creativa. És dubtós que aquesta qüestió hagués aixecat cap controvèrsia a Anglaterra, on la música dissonant de William Lawes o Henry Purcell ja era respectada i admirada; i, per altra banda, moltes altres obres d'en Valls havien usat harmonies gens convencionals a la seva època. Un exemple d'això darrer és el seu motet a 4 Domine vim patior. La disputa, però, es concentrà en la Missa.
Els bàndols a favor i en contra estigueren més o menys igualats en forces, i el mateix Alessandro Scarlatti va donar una opinió lleugerament contrària a en Valls. Alguns contendents foren el mateix Portero i Joaquin Martínez de la Roca (1676-1756), organista de la Santa Iglesia de Palència, en contra. Miguel de Ambiela, mestre de capella de la Catedral de Toledo tingué una posició crítica, però conciliadora.
José de Cáseda y Villamayor, catedràtic de Sigüenza, juntament amb Francisco Hernández (mestre de capella del Real Convento de la Encarnación de Madrid), i Pedro Gerónimo Borobia (organista principal de la catedral de Sigüenza), prengueren partit fermament a favor del compositor, amb una carta del 20 de juliol del 1716 que Francesc Valls imprimí en un fullet. També li donaren suport el mestre de seises de la Catedral de Sevilla, Gregorio Santiso Bermúdez, el mestre de capella de la de Càdis, Miguel Medina Corpas i el mestre de capella de la Col·legiata de Xàtiva, Isidre Escorihuela (¿ - 1723). També participaren en la controvèrsia Miquel López, mestre de capella a Montserrat i Domènec Teixidó (el 1716 i el 1718), organista de la catedral de Lleida.

## Arxius de veu
Kyrie en WMA

 Christe Eleison, en MIDI